# Nationale Grondwetgevende Vergadering

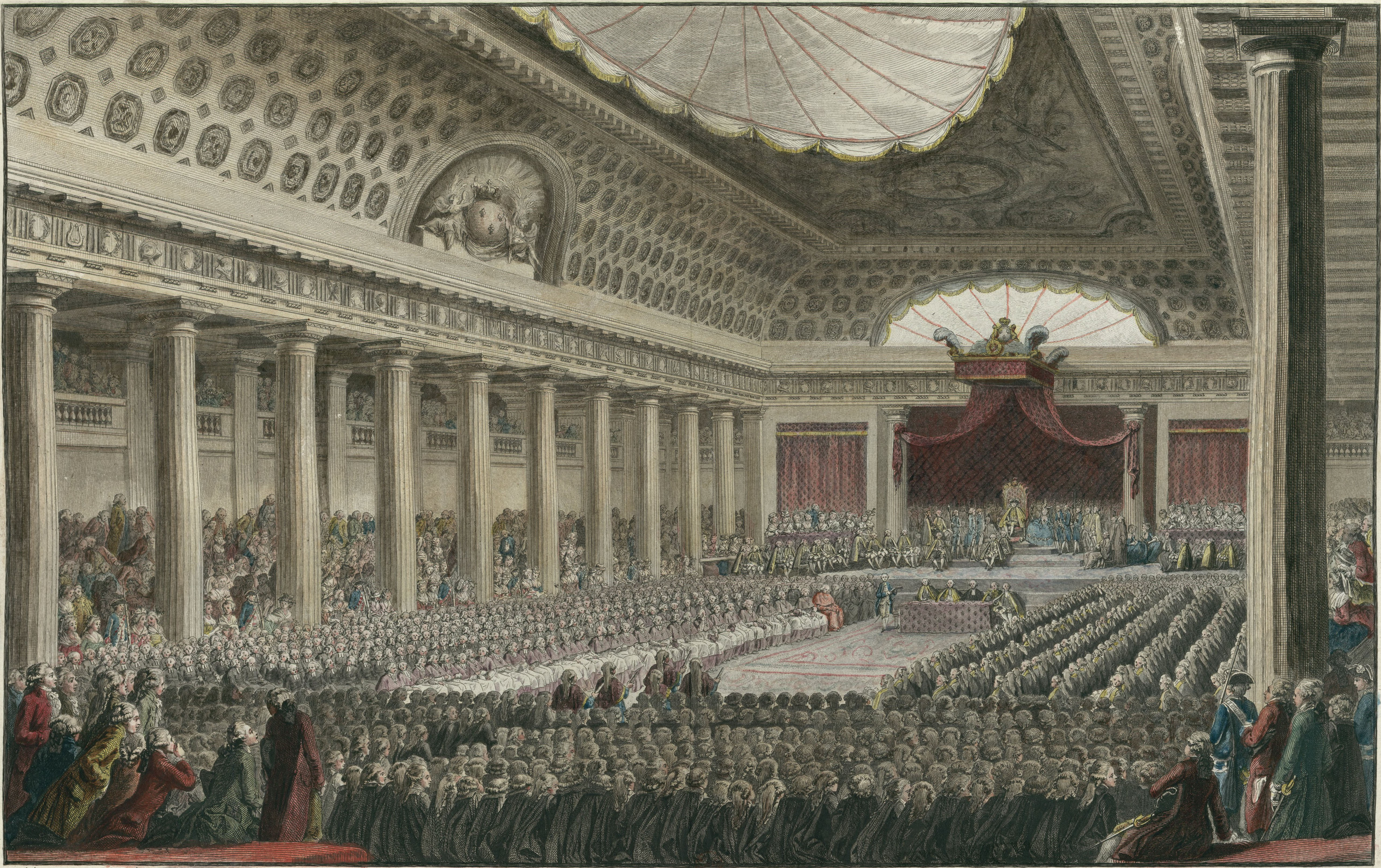
In deze Salle des Menus-Plaisirs riep de Nationale Vergadering zich op 9 juli 1789 uit tot Nationale Grondwetgevende Vergadering.

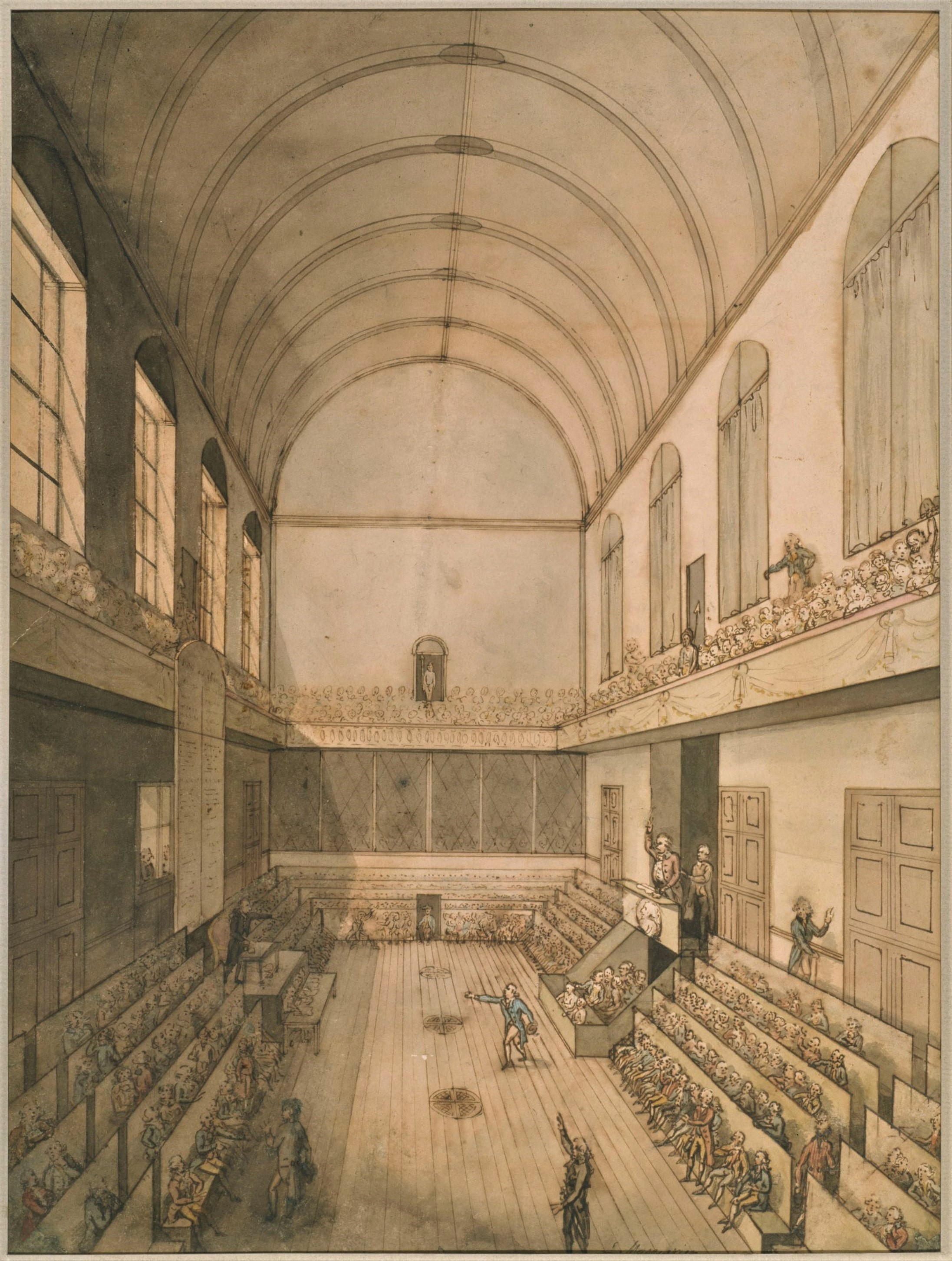
De Salle du Manège, waar de Constituante vanaf 9 november vergaderde, had weinig plek voor toeschouwers en een slechte akoestiek

De Nationale Grondwetgevende Vergadering of Constituante (Frans: Assemblée nationale constituante) was de vergadering die voortkwam uit de in 1789 bijeengeroepen Franse Staten-Generaal toen deze hadden besloten Frankrijk een grondwet te geven. De Constituante vormde het leidende orgaan van de eerste fase van de Franse Revolutie. Ze schafte onder meer de adellijke privileges af, stelde de Verklaring van de rechten van de mens en de burger op en nationaliseerde de kerkelijke goederen. Ze zetelde van 9 juli 1789 tot 30 september 1791, tot de eerste Franse grondwet de volgende dag in kracht trad.

## Samenstelling
De samenstelling van de Nationale Grondwetgevende Vergadering vloeide voort uit de verkiezingen van 1789 voor de Staten-Generaal. Toen de Staten-Generaal een revolutionaire wending namen, gaven een aantal gedeputeerden van de gepriviligieerde standen hun zetel uit afschuw op. In totaal zetelden gedurende de legislatuur 1315 gedeputeerden, of 1323 volgens een andere telling. Daarbij inbegrepen waren 111 plaatsvervangende gedeputeerden en 19 afgevaardigden uit de kolonies. Bij de grootste stemmingen was de aanwezigheid tegen de duizend: 1009 op 11 september 1789, 913 op 29 september 1790 en 861 op 4 mei 1791. Het was niet eenvoudig zich in de soms chaotische debatten te mengen en bijna de helft van de grondwetgevers nam zelfs nooit het woord. Naar stand vielen de 1315 gedeputeerden uiteen in 331 geestelijken (van wie 78 van adel), 311 edellieden en 654 leden van de derde stand (van wie 8 van adel en 24 op weg om te worden geadeld). Het verschil werd opgemaakt uit de 19 gedeputeerden van de kolonies, waaronder opnieuw 8 edellieden. Naar professionele vorming had elke stand een kenmerkende groep: de clerus bestond vooral uit priesters (219), de adel uit militairen (255) en de derde stand uit juristen (470). Die laatste groep werd bovendien versterkt door de 56 parlementairen in de tweede stand.

## Geschiedenis
Het overleg binnen de traditionele Staten-Generaal was op 5 mei 1789 in een impasse terechtgekomen toen de afgevaardigden voor het eerst sinds lange tijd werden samengeroepen in het Hôtel des Menus-Plaisirs te Versailles. De derde stand weigerde echter als afzonderlijke stand te vergaderen. De leden van de derde stand ontmoetten elkaar per provincie vanaf 11 mei in de plaatselijke clubs, afgezonderd van de adel en de geestelijkheid, en noemden zichzelf de Communes. Op 10 juni nodigden de Communes de anderen uit om zich bij hen te voegen: sommige leden van de geestelijkheid, zoals abbé Gregoire, namen de uitnodiging aan. Op 17 juni riepen ze zichzelf uit tot Nationale Vergadering op initiatief van Sieyes. De uitslag was 490 stemmen voor tegen 90 tegen. Op 19 juni voegde een groot deel van de geestelijkheid zich bij de vergadering. Een wetgevende en politieke agenda ontvouwde zich.
Omdat Lodewijk XVI en de adel de samenkomsten van de gedelegeerden in de Menues-Plaisirs verhinderden, verhuisden ze naar op 20 juni naar de kaatsbaan en zwoeren er de Eed op de Kaatsbaan. Twee dagen later werd ook die gesloten en verhuisden de afgedelegeerden naar de plaatselijke kerk. Nadat Lodewijk faalde de gedelegeerden en de standen afzonderlijk te laten vergaderen, erkende hij de vergadering op 27 juni. De adel sloot zich op zijn bevel bij de vergadering aan. Op 9 juli veranderde zij haar naam in Nationale Grondwetgevende Vergadering en functioneerde als een regerend orgaan en een grondwetgever.

## Activiteiten en besluiten

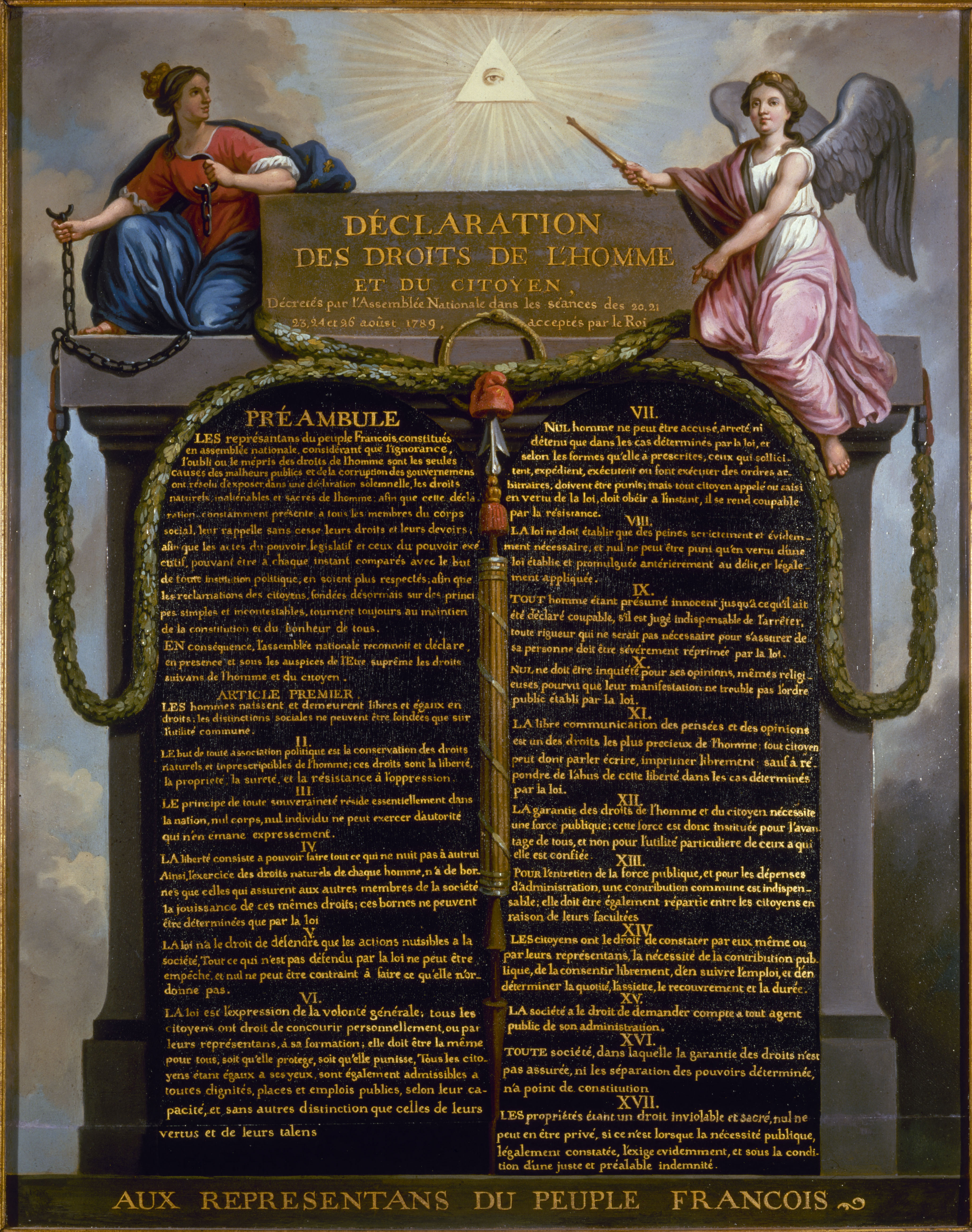
De Verklaring van de Rechten van de Mens en de Burger. Bovenaan de afbeelding met de Verklaring staat een Alziend oog, die als een zon op de rechten schijnt. Dit zorgt ook voor veel complottheorieën.

De staat dreigde in elkaar te storten: politiek, sociaal, economisch. Toen overal in het land onlusten uitbraken, plunderingen plaatsvonden, de belastinginners en koninklijke intendanten verjaagd of vermoord werden, antwoordde de Assemblée met de afschaffing van het feodalisme. Op 26 augustus 1789 werd de Verklaring van de rechten van de mens en de burger aangenomen.
De Assemblée behandelde een nieuwe bestuurlijke indeling in departementen, een justitiële hervorming, nationalisatie van de kerkelijke goederen, het censuskiesrecht, de onteigening van landbouwgrond, realiseerde een belastinghervorming, zoals opheffing van de tol (recht), de gabelle (een belasting op zout), opbouw van de economie, de slavernij in de koloniën, de graanprijzen en de kwestie van de émigrés, territoriale conflicten met naburige landen, de assignaten en de Franse Oostindische Compagnie.
Op 14 juni 1791 werd de Wet-Le Chapelier tegen beroepsmatige organisaties aangenomen.

## De kerk
De Assemblée had veel geld nodig om uit de chaos te geraken, en vond een oplossing door de bezittingen van de Kerk te confisqueren. In afwachting van de geleidelijke en ordelijke liquidatie werd een Caisse gecreëerd die assignaten uitgaf, een vordering op de liquidatie van de kerkelijke bezittingen. Door te veel assignaten in omloop te brengen veroorzaakte de Assemblée een hyperinflatie. De kerk werd geherstructureerd en de priesters en bisschoppen moesten een eed van trouw aan de Natie zweren. Kloosterorden werden afgeschaft. Wie geen eed zwoer, mocht geen priesterambt uitoefenen.
Abbé Grégoire was in de Constituante een van de opstellers van de "Constitution civile du clergé", die de kerk een democratisch karakter moest geven, met verkozen bisschoppen en pastoors, hoewel hij zich tevergeefs kantte tegen de afschaffing van de kloosterorden.
In februari 1790 werden alle kloosterordes opgeheven, en op 12 juli 1790 nam de Grondwetgevende Vergadering een wet aan, de Burgerlijke Grondwet van de Clerus (Constitution civile du clergé), waarbij priesters al hun speciale rechten verloren en gereduceerd werden tot ambtenaren. Ook moesten alle priesters, waaronder de bisschoppen, een eed van trouw aan de republiek zweren. Wie dat weigerde, kon ontslagen, gedeporteerd of zelfs ter dood veroordeeld worden. Talleyrand deed het voorstel om het nationaal goed, de goederen van de geestelijkheid, aan te slaan. Hij argumenteerde dat deze goederen en de opbrengst er van slechts werden gebruikt om de bedienaars van de eredienst, het onderwijs en de liefdadigheid te onderhouden. Aangezien dit taken waren die voortaan door de Staat zouden worden opgenomen, konden deze goederen worden onteigend; de geestelijkheid zou voor haar prestaties een salaris vanwege de Staat genieten. De onder voogdijstelling van de clerus is uiteindelijk uit de nieuwe grondwet van 1791 geschrapt, maar bleef van kracht?

## De adel
Eind maart 1790 werd door de Assemblee het monopolie van de landadel op maten en gewichten afgeschaft. In april deed Talleyrand als eerste een voorstel tot "metrologische" hervormingen. Vervolgens ontstond er een chaos in de maten en gewichten, waarmee nog meer fraude en speculatie in de hand werd gewerkt.
Op 19 juni 1790 diende Markies de la Fayette een voorstel in om de adellijke titels af te schaffen. Er werden bovendien 38 buitenlanders in de Assemblée toegelaten, waaronder elf Nederlanders.
In de Constituante kwamen Abbé Grégoire op voor de rechten van de kleurlingen. In mei 1791 schonk de Constituante beperkte rechten aan rijke kleurlingen in de Franse kolonies. De Constituante was van mening dat afschaffing van de slavernij slecht zou zijn voor de Franse economie. Robespierre sprak zich uit tegen herbenoeming van de afgevaardigden in de nieuw te vormen Wetgevende Vergadering en werd daarmee de "Onomkoopbare".

## De koning

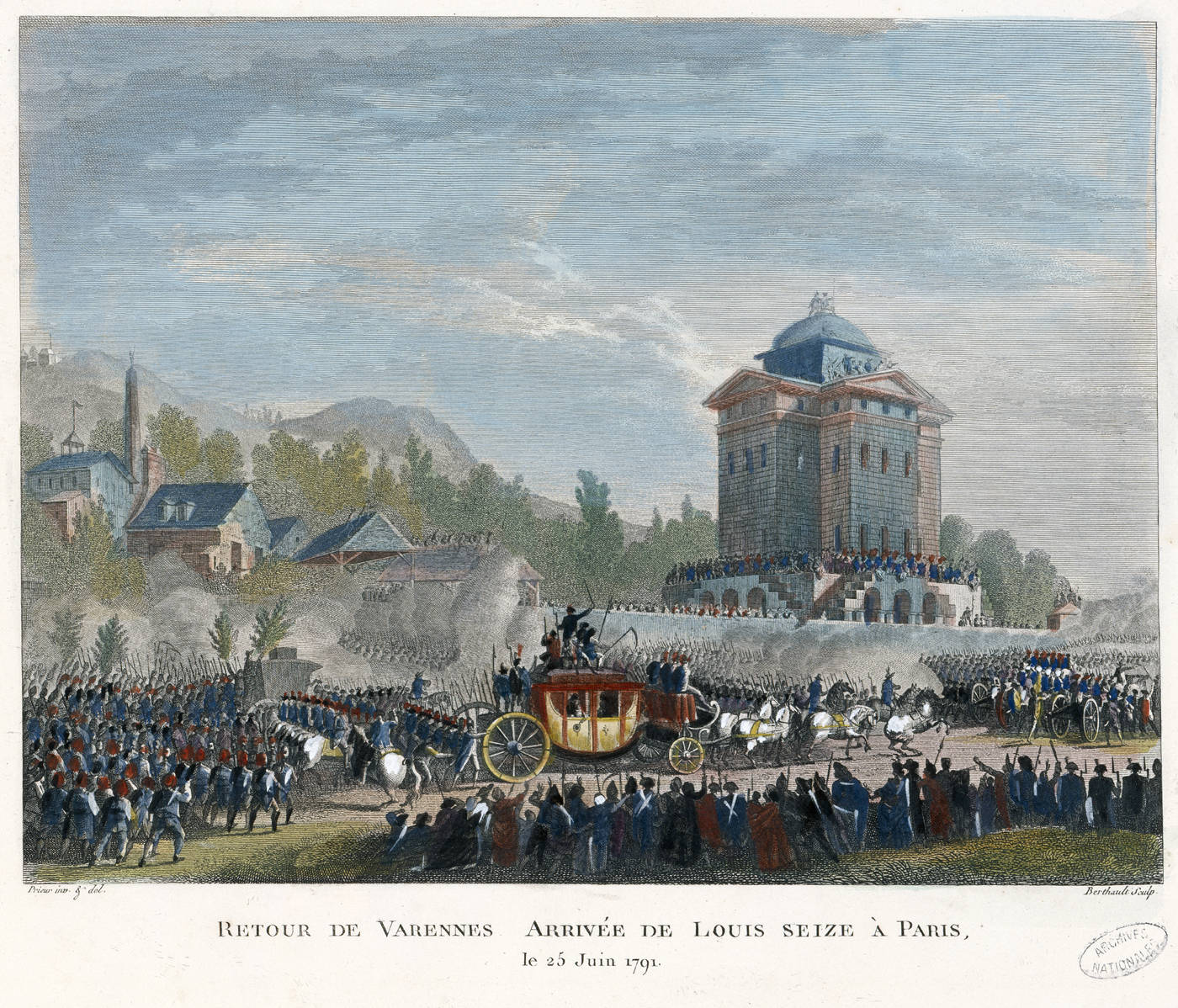
De terugkeer van Lodewijk XVI met op de achtergrond een gebouw van Ledoux

Hoewel de Assemblée de koning beroofd had van vrijwel alle prerogatieven - hij leidde nog de Buitenlandse Zaken en benoemde de ministers, maar was niet eens hoofd van de administratie of het leger - werd het Lodewijk nog gegund een schitterende hofhouding te voeren, in het belang van Frankrijks prestige. De koning werd geschorst na zijn vlucht naar Varennes en kreeg huisarrest.
De Assemblée was geschrokken en een monarchistische meerderheid kwam er uiteindelijk toe de koning een zekere plaats in het staatsbestel te geven, en toe te staan 1200 lijfwachten zelf te organiseren. In ruil voor deze aanpassingen accepteerde de koning uit vrije wil de grondwet en werd constitutioneel monarch.
De Assemblée had een derde van haar leden, die naar het buitenland waren gevlucht, verloren. Op 27 augustus 1791 augustus werd de Verklaring van Pillnitz door Pruisen en Oostenrijk aangenomen, om Lodewijk te steunen als hij bedreigd zou worden; een oorlog scheen onvermijdelijk. Aan de Nationale Garde werden mogelijk 100.000 man onttrokken.
Na de wisselvalligheid van twee revolutionaire jaren te hebben overleefd hief de Nationale Grondwetgevende vergadering zich 3 september op, toen de koning de Franse grondwet van 1791 ondertekende, en op de 14e een eed op nieuwe Franse grondwet aflegde. Lodewijk XVI kon vanaf dat moment geen enkele ambtenaar meer benoemen. De uitvoerende macht lag niet bij één lichaam, maar beslissingen werden aan de kiezer overgelaten. Op 28 september 1791 is de slavernij afgeschaft, op 30 september vond de slotzitting plaats.
Op 1 oktober nam de Wetgevende Vergadering de regie over, totdat de monarchie een jaar later (op 21 september 1792) werd afgeschaft, en de Nationale Conventie in het leven werd geroepen.

## Locaties
Aanvankelijk kwam de Constituante bijeen in de Salle des Menus-Plaisirs in Versailles. Na de Mars op Versailles zag de koning zich gedwongen te verhuizen naar de Tuilerieën en wensten de 1318 gedeputeerden hem te volgen. Ze namen op 19 oktober hun intrek in de kapel van het Aartsbisschoppelijk Paleis en vanaf 9 november in de Salle du Manège.